# Keith Edmonson
Pour les articles homonymes, voir Edmonson.
Keith Edmonson, né le 28 septembre 1960 à Gulfport, aux États-Unis, est un ancien joueur américain de basket-ball. Il évolue au poste d'arrière.

## Palmarès
- Meilleur marqueur du championnat de France 1985-1986